# Margaretania
Margaretania là một chi bướm đêm thuộc họ Crambidae.